# Dop (voorwerp)
Een dop is een voorwerp dat gebruikt wordt voor het afsluiten van bijvoorbeeld een fles, pot of tube en heeft dezelfde functie als een deksel. Er zijn verschillende soorten doppen; schroefdoppen, kroonkurken en beugels zijn hier voorbeelden van. Er bestaan ook veiligheidsdoppen voor flessen en potten met substanties als bleekmiddel, die gevaarlijk zijn voor kleine kinderen. Op deze veiligheidsdoppen moet er vaak op bepaalde punten extra druk uitgeoefend worden om deze te openen.
Doppen kunnen van plastic, metaal, hout of een mix daarvan zijn gemaakt.
Doppen van plastic frisdrankflessen en andere drankverpakkingen moeten in Nederland vanaf 3 juli 2024 vastzitten aan de fles of het pak.

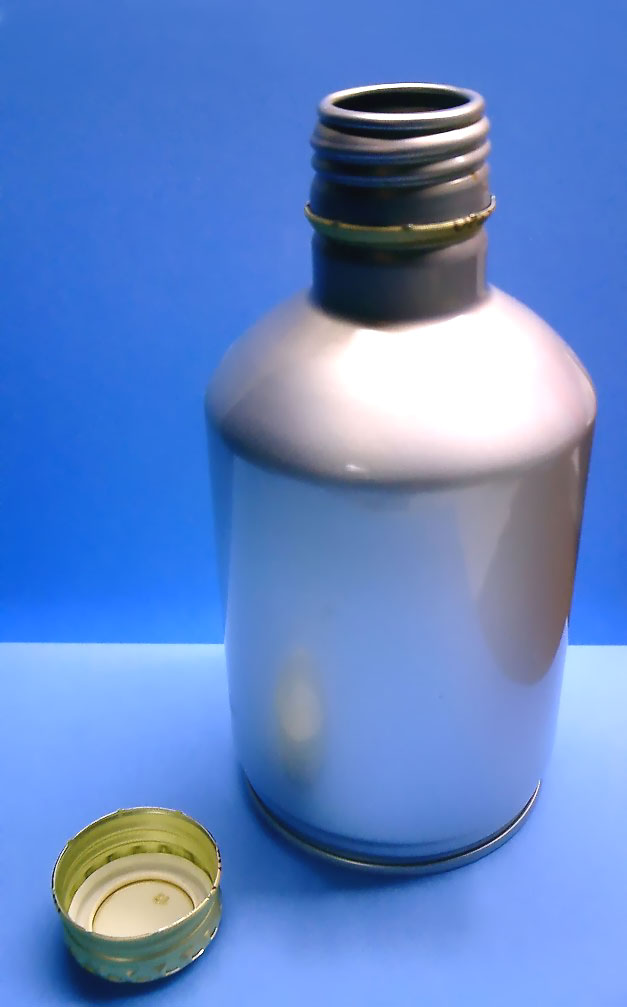
een aluminium fles met een schroefdop.

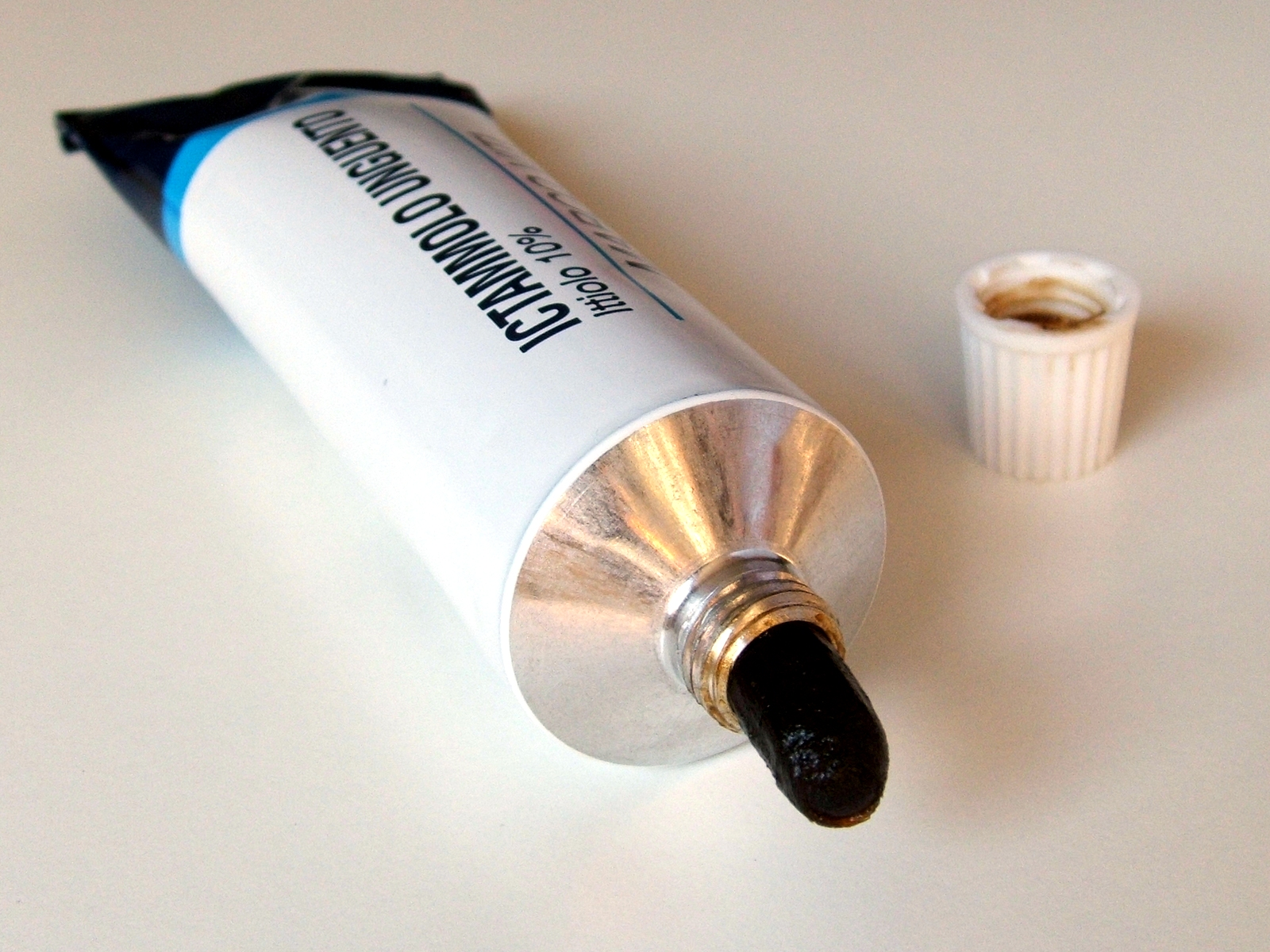
een tube en een bijbehorende dop.

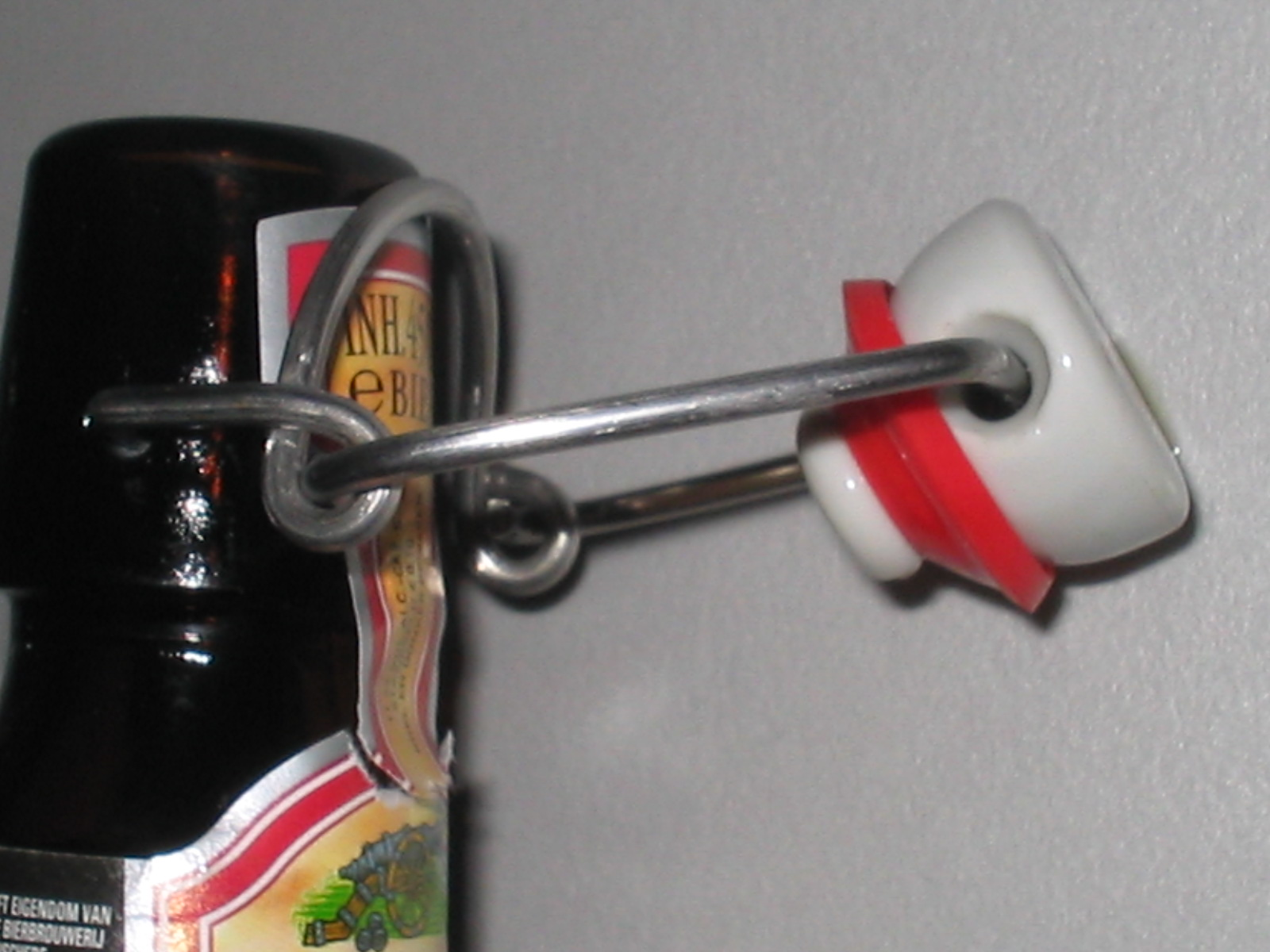
bij een beugelfles zit de dop aan de fles vast met een beugel.

## Ander gebruik van het woord 'dop'
Het woord 'dop' wordt ook wel gebruikt voor andere voorwerpen:
- Een onderdeel van een dopsleutel
- De schil van een pinda
- Een sier-afdekking van een wiel: wieldop

## Trivia
- Een pennendop is soms voorzien van een gaatje om het risico op verstikking te verminderen bij het inslikken. In de Verenigde Staten zouden er jaarlijks ongeveer 100 personen overlijden vanwege verstikking door pennendoppen.[2]